# アンソニー・ダニエルズ
アンソニー・キングスレー・ダニエルズ（Anthony Kingsley Daniels、1946年2月21日 - ）は、イギリスの俳優。映画『スター・ウォーズシリーズ』のC-3PO役として世界的に有名であり、シリーズ全作に出演した唯一の俳優である。カーネギーメロン大学エンターテインメント・テクノロジー・センターの准教授を務めている。

## 来歴
1946年にプラスチック企業の役員の息子として、イングランド・ウィルトシャー州ソールズベリーに生まれた。大学に進学して法学を学んでいたが、2年後には演劇学校に進み演劇を学ぶ。1974年に演劇学校を卒業し、BBCラジオドラマやヤング・ヴィクで舞台演劇などを中心に活動していた。舞台で活動する中で『スター・ウォーズ エピソード4/新たなる希望』への出演を求めるジョージ・ルーカスから招待を受ける。ダニエルズは招待を断ったが、彼のエージェントからルーカスに会うように説得される。
ダニエルズは元々SF作品に関心がなく、スター・ウォーズシリーズ出演以前は『2001年宇宙の旅』以外SF映画は観たことがなかった。その『2001年宇宙の旅』も上映開始から10分後には不快感を抱き観るのを止め、入場料の払い戻しを求めたという。しかし、2011年のインタビューでは、「10分以上観た結果、今は『2001年宇宙の旅』は傑作だと思っている」と述べている。
現在、ダニエルズはイギリスで政治活動をしている。しかし、彼は政治家としての活動と俳優としての人生を完全に分けている。

## スター・ウォーズシリーズ

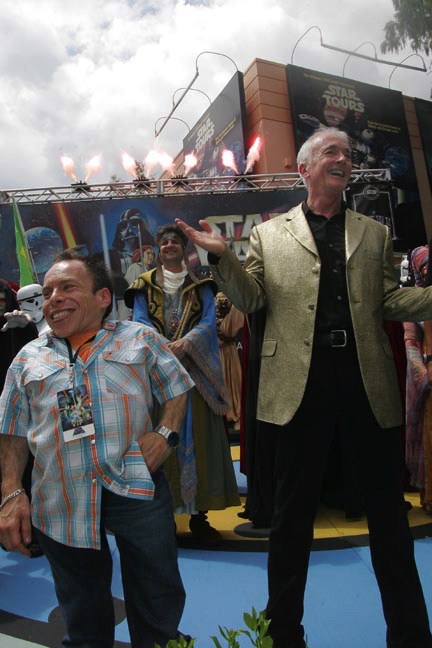
スター・ウォーズのイベントで挨拶するアンソニー・ダニエルズとワーウィック・デイヴィス

ダニエルズは『エピソード4/新たなる希望』以来、全ての映画作品でC-3POの演技・声を担当した。同じく『スター・ウォーズ/フォースの覚醒』までR2-D2を演じていたケニー・ベイカーとは不仲だったという。The Examinerでケニー・ベイカーは、「ダニエルズは冷淡だ」とコメントした。また、ダニエルズは他の俳優と友好的ではなく、「アンソニーは全然交流をしない」とも述べている。一方、2016年にケニー・ベイカーが死去した際、ダニエルズは追悼メッセージをTwitterに投稿している。
『スター・ウォーズ エピソード1/ファントム・メナス』では、内部機構が露出したデザインのために中に入り演ずることは不可能であった。CG化する案もあったが、日本の人形浄瑠璃にヒントを得て、後ろから人間が操作するパペットにより演じられた。操演はILMの模型部門マイク・リンチが担当、声は従来どおりアンソニー・ダニエルズがあてることとなった。また、スター・ウォーズ関連のイベントやテレビ番組のゲスト（『スター・ウォーズ/ホリデー・スペシャル』、『セサミストリート』、禁煙の公共広告、キャラクター玩具や食品の宣伝）として活発に活動している。映画の他にもラジオやアニメ作品（『スター・ウォーズ ドロイドの大冒険』、『スター・ウォーズ クローン大戦』、『スター・ウォーズ/クローン・ウォーズ (テレビアニメ)』、『スター・ウォーズ 反乱者たち』）、ディズニーパークのアトラクション（スター・ツアーズ、スター・ツアーズ:ザ・アドベンチャーズ・コンティニュー）、オーディオブック（『Dark Force Rising、『The Last Command）でもC-3POを演じている。
『スター・ウォーズ エピソード2/クローンの攻撃』では、アウトランダー・ナイトクラブに登場する客で、コレリア出身の詐欺師「ダン・フェイトンニ」役としても出演しており、同じ役で『スター・ウォーズ エピソード3/シスの復讐』にもカメオ出演している。
2014年には『スター・ウォーズ/フォースの覚醒』で再びC-3POを演じた。監督のJ・J・エイブラムスは、ダニエルズにはC-3POの声のみを演じてもらうつもりだったが、途中で考えを変え、従来通り演技も担当してもらうことにした。エイブラムスは、従来のものよりも高機能で通気性に優れたスーツをダニエルズに用意している。ダニエルズは『スター・ウォーズ/最後のジェダイ』と『スター・ウォーズ/スカイウォーカーの夜明け』にも出演。ダニエルズはC-3POを40年以上に渡り演じたことを誇りに思っていると述べている。

## 出演作品

### 映画
- スター・ウォーズシリーズ
  - スター・ウォーズ Star Wars Episode IV: A New Hope  (1977)
  - スター・ウォーズ/帝国の逆襲 Star Wars Episode V: The Empire Strikes Back (1980)
  - スター・ウォーズ/ジェダイの帰還 Star Wars Episode VI: Return of the Jedi (1983)
  - スター・ウォーズ エピソード1/ファントム・メナス Star Wars Episode I: The Phantom Menace (1999)
  - スター・ウォーズ エピソード2/クローンの攻撃 Star Wars Episode II: Attack of the Clones (2002)
  - スター・ウォーズ エピソード3/シスの復讐 Star Wars Episode III: Revenge of the Sith (2005)
  - スター・ウォーズ/クローン・ウォーズ（声の出演） Star Wars: The Clone Wars (2008)
  - スター・ウォーズ/フォースの覚醒 Star Wars: The Force Awakens (2015)
  - ローグ・ワン/スター・ウォーズ・ストーリー Rogue One: A Star Wars Story (2016)
  - スター・ウォーズ/最後のジェダイ Star Wars: The Last Jedi (2017)
  - ハン・ソロ/スター・ウォーズ・ストーリー（C-3PO以外の役でカメオ出演のみ） Solo: A Star Wars Story (2018)
  - スター・ウォーズ/スカイウォーカーの夜明け Star Wars: The Rise of Skywalker (2019)
- 指輪物語（声の出演） THE LORD OF THE RINGS (1978)
- 暴走スプラッターマシーン I Bought a Vampire Motorcycle (1990)
- LEGO ムービー The Lego Movie (2014)

### テレビアニメ
- スター・ウォーズ ドロイドの大冒険 Star Wars: Droids (1985 - 1986)
- スター・ウォーズ クローン大戦 Star Wars: Clone Wars (2004 - 2005)
- スター・ウォーズ/クローン・ウォーズ（テレビシリーズ） Star Wars: The Clone Wars (2008 - 2011)
- スター・ウォーズ 反乱者たち Star Wars Rebels (2014)

### テレビドラマ
- アソーカ Ahsoka (2023年)

### ゲーム
- モノポリー・スター・ウォーズ Monopoly Star Wars (1997)
- スター・ウォーズ クローン・ウォーズ Star Wars: Clone Wars (2008)

### その他
- スター・ツアーズ Star Tours (1987 - 2010)
- スター・ツアーズ:ザ・アドベンチャーズ・コンティニュー Star Tours: The Adventures Continue (2011 - )